# Gymnetron stimulosum
Gymnetron stimulosum är en skalbaggsart som först beskrevs av Ernst Friedrich Germar 1821.  Gymnetron stimulosum ingår i släktet Gymnetron, och familjen vivlar. Arten har ej påträffats i Sverige.